# Władysław Szpilman
Władysław Szpilman   (Sosnowiec, 5 de desembre de 1911 - Varsòvia, 6 de juliol de 2000) fou un pianista i compositor jueu polonès.
Szpilman va estudiar piano a les acadèmies de música de Berlín i Varsòvia. Es va convertir en un intèrpret popular a la ràdio polonesa i en concerts. Confinat dins del gueto de Varsòvia després de la invasió alemanya de Polònia, Szpilman va passar dos anys amagat. Cap al final de la seva ocultació, va ser ajudat per Wilm Hosenfeld, un oficial alemany que detestava les polítiques nazis. Després de la Segona Guerra Mundial, Szpilman va reprendre la seva carrera a la ràdio polonesa. Szpilman va ser un compositor prolífic; la seva obra incloïa centenars de cançons i moltes peces orquestrals. Szpilman és conegut per ser el protagonista de la pel·lícula de Roman Polanski El pianista, basada en el llibre de memòries del mateix títol que publicà el 1946, i on explica com va poder sobreviure a la destrucció del Gueto de Varsòvia i a l'Holocaust.